# Esparragalejo

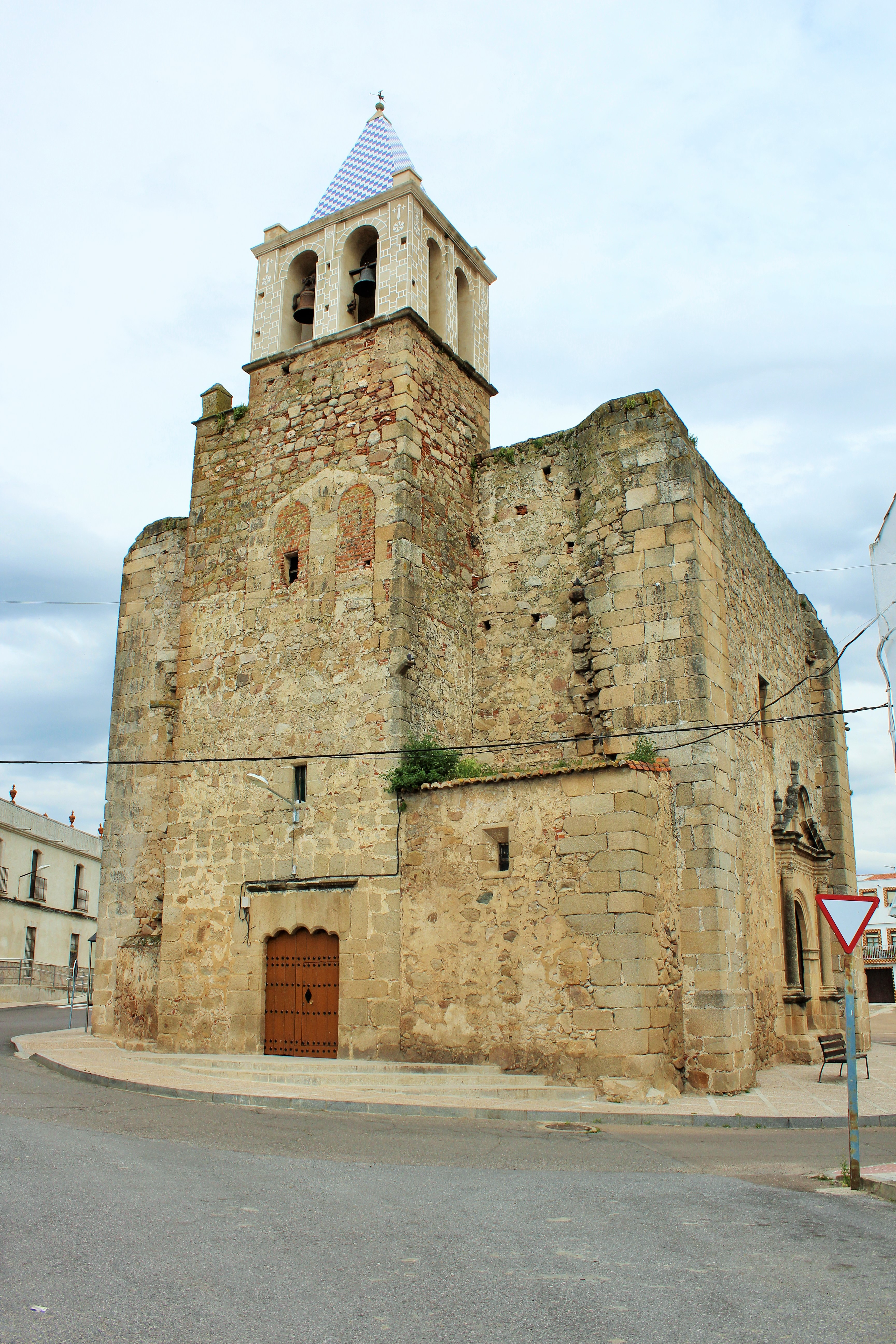
Église du village.

Esparragalejo  est une municipalité dans la province de  Badajoz, dans la communauté autonome d'Estrémadure, en Espagne. Au recensement du 1er janvier 2020, la municipalité comptait 1,460 habitants.